# دانیل لوک
دانیل لاک (انگلیسی: Daniel Lück؛ زادهٔ ۱۸ مهٔ ۱۹۹۱) بازیکن فوتبال اهل آلمان است.
از باشگاه‌هایی که در آن بازی کرده‌است می‌توان به باشگاه فوتبال پادربورن و باشگاه فوتبال انرژی کوتبوس اشاره کرد.